# San Pedro (Palma de Mallorca)
San Pedro (en catalán Puig de Sant Pere o Sant Pere) es un barrio situado en el distrito Centro de la ciudad de Palma de Mallorca, España. Según la delimitación oficial del ayuntamiento, limita con los barrios de Jaime III por el norte, Lonja-Borne por el este, con la Zona Portuaria por el sur y al oeste, con el barrio de Santa Catalina. Está delimitado por el Torrente de la Riera y las antiguas murallas de la ciudad.

## Historia
Los inicios del barrio se remontan a la época musulmana ya que su diseño urbano es claramente islámico. San Pedro es el único barrio de toda la ciudad que conserva este estilo. La conquista de la ciudad en 1229 por parte de la Corona de Aragón mantuvo la zona amurallada, recibiendo esta muy pocas modificaciones. Durante toda la Edad Media se desarrolló una gran actividad económica, debido a que está situado muy cerca del edificio del Consulado de Mar hasta el boom turístico de los años 1960 los habitantes del barrio se dedicaron, mayoritariamente, a la pesca y a actividades náuticas.
A mediados del siglo XVI comenzó la construcción de las murallas de la ciudad, en los planos de éstas se aprecia que la zona, desde la Edad Media hasta la actualidad, apenas ha sufrido grandes reformas urbanísticas. Durante el siglo XIX aumentó la población de la ciudad, por lo que las viviendas unifamiliares fueron reconvertidas en plurifamiliares. Debido a este hecho, en 1885 San Pedro era el barrio con mayor densidad de toda Palma de Mallorca, aunque la estructura urbana del barrio seguía siendo la misma. A principios del siglo XX, con la construcción del ensanche, la población desciende considerablemente. Es por ello que en 1943 el ayuntamiento decide demoler una parte del barrio como solución para el saneamiento de la ciudad, dentro del desarrollo del plan Alomar.
En la década de 1960 se pierde el contacto con el mar, debido a la construcción de la Autopista de Levante. Entre dicha carretera y las murallas de la ciudad quedó un terreno vacío de nueve hectáreas de superficie. Este terreno fue cedido al Ayuntamiento de Palma en 1972 con la condición de que allí se ubicase un parque urbano. En 1978 comenzaron las obras y el 12 de octubre de 1984 fue inaugurado con el nombre de Parque del Mar.
En el siglo XXI, se trata de uno de los barrios más significativos del casco antiguo de la ciudad de Palma de Mallorca.

## Lugares de interés
- Iglesia de la Santa Cruz
- Museo Es Baluard